# Aleutians East Borough
Der Aleutians East Borough (deutsch: Bezirk Östliche Aleuten) ist ein Bezirk im Bundesstaat Alaska der Vereinigten Staaten von Amerika. Während der Volkszählung 2020 lebten hier 3420 Einwohner. Der Verwaltungssitz (Borough Seat) ist Sand Point.

## Geographie
Der Bezirk hat eine Fläche von 38.880 Quadratkilometern, das ist etwas mehr als die Fläche Baden-Württembergs. Davon sind 18.099 Quadratkilometer Land und 20.781 Quadratkilometer (53,45 Prozent) Wasserflächen.
Der Borough beinhaltet den westlichen Teil der Alaska-Halbinsel und einige Inseln der östlichen Aleuten wie die Pavlof Islands und die Sanak Islands sowie die Inselgruppe Shumagin.
Teile der National Wildlife Refuges Alaska Maritime und Alaska Peninsula sowie das gesamte Izembek National Wildlife Refuge liegen im Aleutians East Borough.
Die Region wird seit der letzten Eiszeit von den Unangan bewohnt. Erste Kontakte mit Europäern fanden durch russische Pelzhändler statt. Während der Schlacht um die Aleuten im Zweiten Weltkrieg wurden viele Bewohner nach Ketchikan evakuiert.

## Geschichte
Der Borough wurde am 23. Oktober 1987 gebildet.

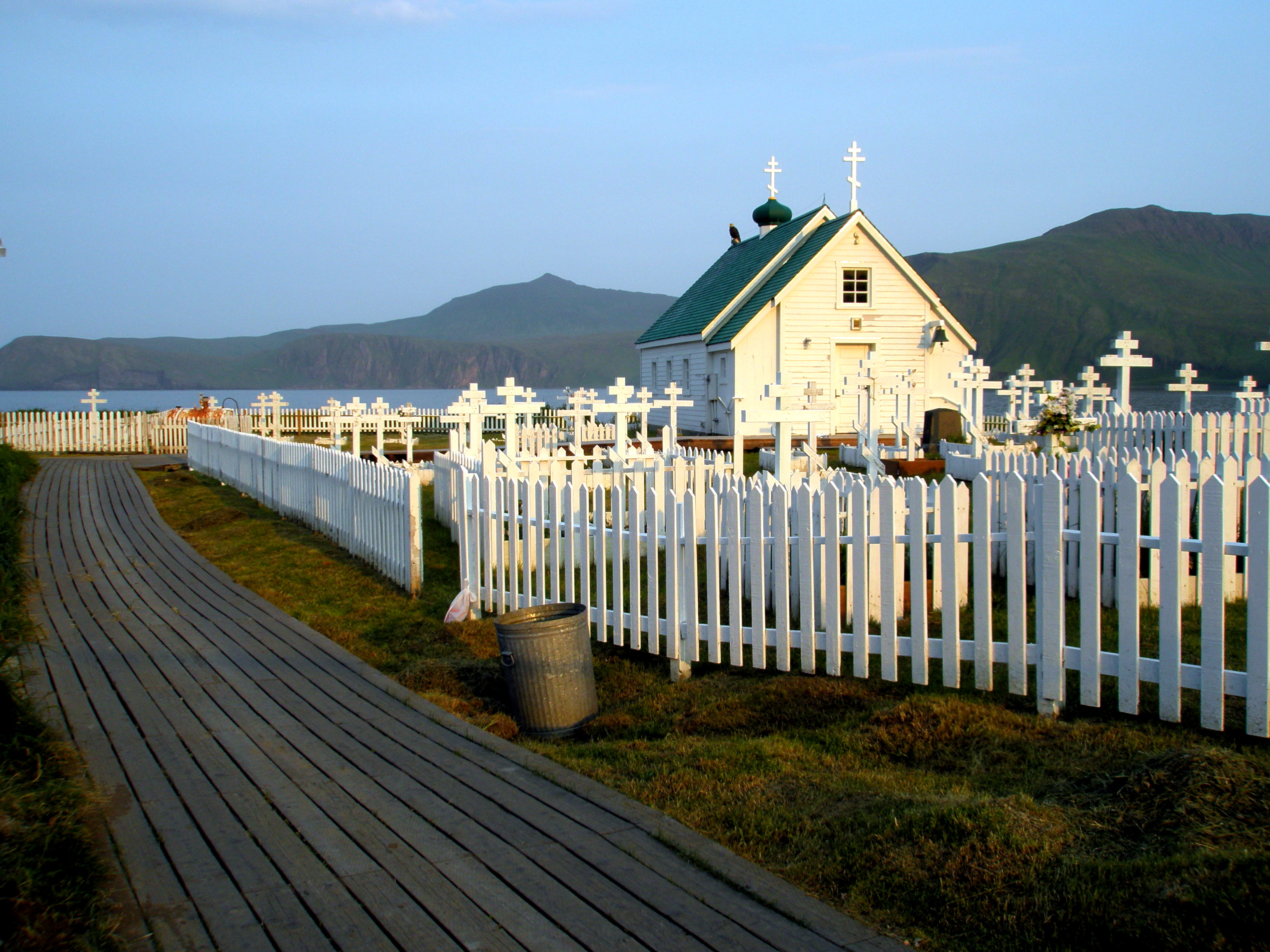
St. Alexander Nevsky Chapel (2010)

Vier Bauwerke und Stätten im Borough sind im National Register of Historic Places (NRHP) eingetragen (Stand 15. April 2020): die Holy Resurrection Church, die Port Moller Hot Springs Village Site, die St. Alexander Nevsky Chapel und die St. Nicholas Chapel.

## Städte und Orte
Im Aleutians East Borough befinden sich 5 Cities (Gemeinden) sowie ein Census-designated place (Gemeindefreies Gebiet) (Stand 2020).

### Cities
- Akutan
- Cold Bay
- False Pass
- King Cove
- Sand Point

### Census-designated places (CDPs)
- Nelson Lagoon